# Férfi kenu egyes 1000 méter a 2016. évi nyári olimpiai játékokon
A 2016. évi nyári olimpiai játékokon a kajak-kenu férfi kenu egyes 1000 méteres versenyszámát augusztus 15. és 16. között rendezik a copacabanai Lagoa Rodrigo de Freitasban. 
Az olimpiai bajnok a címét megvédő német Sebastian Brendel lett. A magyar Vasbányai Henriket nem a pálya közepén haladás miatt kizárták a B-döntőből.

## Versenynaptár
Az időpontok helyi idő szerint, zárójelben magyar idő szerint olvashatóak.
| Dátum                      | Időpont       | Forduló  |
| -------------------------- | ------------- | -------- |
| 2016. augusztus 15., hétfő | 9:00 (14:00)  | Előfutam |
| 2016. augusztus 15., hétfő | 10:30 (15:30) | Elődöntő |
| 2016. augusztus 16., kedd  | 9:08 (14:08)  | Döntő    |

### Előfutamok
Az első helyezettek a döntőbe, a többiek az elődöntőbe jutottak.
| Helyezés | Név                | Nemzet                     | Idő      | Mj       |
| 1. futam | 1. futam           | 1. futam                   | 1. futam | 1. futam |
| -------- | ------------------ | -------------------------- | -------- | -------- |
| 1.       | Sebastian Brendel  | Németország (GER)          | 3:58,044 | Q        |
| 2.       | Tomasz Kaczor      | Lengyelország (POL)        | 3:59,928 |          |
| 3.       | Vasbányai Henrik   | Magyarország (HUN)         | 4:01,953 |          |
| 4.       | Dagnis Iļjins      | Lettország (LAT)           | 4:11,766 |          |
| 5.       | Vincent Farkaš     | Szlovákia (SVK)            | 4:12,295 |          |
| 6.       | Martin Marinov     | Ausztrália (AUS)           | 4:33,166 |          |
| 7.       | Mussa Chamune      | Mozambik (MOZ)             | 5:00,454 |          |
| 2. futam |                    |                            |          |          |
| 1.       | Isaquias Queiroz   | Brazília (BRA)             | 3:59,615 | Q        |
| 2.       | Martin Fuksa       | Csehország (CZE)           | 4:01,492 |          |
| 3.       | Ilja Stokalov      | Oroszország (RUS)          | 4:02,626 |          |
| 4.       | Carlo Tacchini     | Olaszország (ITA)          | 4:04,697 |          |
| 5.       | Adrien Bart        | Franciaország (FRA)        | 4:10,043 |          |
| 6.       | Buly Triste        | São Tomé és Príncipe (STP) | 4:54,516 |          |
| 3. futam |                    |                            |          |          |
| 1.       | Serghei Tarnovschi | Moldova (MDA)              | 4:05,193 | Q        |
| 2.       | Gerasim Kochnev    | Üzbegisztán (UZB)          | 4:08,127 |          |
| 3.       | Mark Oldershaw     | Kanada (CAN)               | 4:13,600 |          |
| 4.       | Pavlo Altuhov      | Ukrajna (UKR)              | 4:19,361 |          |
| 5.       | Angel Kodinov      | Bulgária (BUL)             | 4:27,904 |          |
| 6.       | Timur Hadirov      | Kazahsztán (KAZ)           | 5:30,030 |          |

### Elődöntők
| Helyezés | Név              | Nemzet                     | Idő      | Mj       |
| 1. futam | 1. futam         | 1. futam                   | 1. futam | 1. futam |
| -------- | ---------------- | -------------------------- | -------- | -------- |
| 1.       | Ilja Stokalov    | Oroszország (RUS)          | 3:58,259 | QA       |
| 2.       | Pavlo Altuhov    | Ukrajna (UKR)              | 3:58,574 | QA       |
| 3.       | Gerasim Kochnev  | Üzbegisztán (UZB)          | 3:59,489 | QA       |
| 4.       | Tomasz Kaczor    | Lengyelország (POL)        | 3:59,836 | QB       |
| 5.       | Adrien Bart      | Franciaország (FRA)        | 4:08,593 | QB       |
| 6.       | Dagnis Iljins    | Lettország (LAT)           | 4:20,181 | QB       |
| 7.       | Martin Marinov   | Ausztrália (AUS)           | 4:24,723 | QB       |
| 8.       | Timur Hadirov    | Kazahsztán (KAZ)           | 5:33,919 |          |
| 2. futam |                  |                            |          |          |
| 1.       | Martin Fuksa     | Csehország (CZE)           | 4:01,793 | QA       |
| 2.       | Carlo Tacchini   | Olaszország (ITA)          | 4:02,461 | QA       |
| 3.       | Vasbányai Henrik | Magyarország (HUN)         | 4:03,113 | QB       |
| 4.       | Mark Oldershaw   | Kanada (CAN)               | 4:03,493 | QB       |
| 5.       | Vincent Farkaš   | Szlovákia (SVK)            | 4:19,084 | QB       |
| 6.       | Angel Kodinov    | Bulgária (BUL)             | 4:30,574 | QB       |
| 7.       | Buly Triste      | São Tomé és Príncipe (STP) | 4:46,396 |          |
| 8.       | Mussa Chamune    | Mozambik (MOZ)             | 5:07,281 |          |

### Döntők

#### B-döntő
| Helyezés | Név              | Nemzet              | Idő      |
| -------- | ---------------- | ------------------- | -------- |
| 1.       | Tomasz Kaczor    | Lengyelország (POL) | 3:59,350 |
| 2.       | Adrien Bart      | Franciaország (FRA) | 4:00,911 |
| 3.       | Vincent Farkaš   | Szlovákia (SVK)     | 4:04,013 |
| 4.       | Mark Oldershaw   | Kanada (CAN)        | 4:06,972 |
| 5.       | Dagnis Iljins    | Lettország (LAT)    | 4:10,084 |
| 6.       | Angel Kodinov    | Bulgária (BUL)      | 4:10,102 |
| 7.       | Martin Marinov   | Ausztrália (AUS)    | 4:15,524 |
|          | Vasbányai Henrik | Magyarország (HUN)  | DQ       |

#### A-döntő
| Helyezés | Név                | Nemzet            | Idő      |
| -------- | ------------------ | ----------------- | -------- |
| Arany    | Sebastian Brendel  | Németország (GER) | 3:56,926 |
| Ezüst    | Isaquias Queiroz   | Brazília (BRA)    | 3:58,529 |
| Bronz    | Ilja Stokalov      | Oroszország (RUS) | 4:00,963 |
| 4.       | Pavlo Altuhov      | Ukrajna (UKR)     | 4:01,587 |
| 5.       | Martin Fuksa       | Csehország (CZE)  | 4:03,322 |
| 6.       | Gerasim Kochnev    | Üzbegisztán (UZB) | 4:04,205 |
| 7        | Carlo Tacchini     | Olaszország (ITA) | 4:15,368 |
|          | Serghei Tarnovschi | Moldova (MDA)     | DSQ      |

A férfi C-1, 1000 m távon a bronzérmes moldovai Serghei Tarnovschi még az olimpián doppinggal megbukott. Érmétől megfosztották.